# Bulgarien i olympiska sommarspelen 2016
Bulgarien deltog med 51 deltagare vid de olympiska sommarspelen 2016 i Rio de Janeiro. Totalt vann de en silvermedalj och två bronsmedaljer.

## Medaljer
| Medalj | Namn                                                                                                   | Sport     | Gren                                       |
| ------ | --- | --------- | ------------------------------------------ |
| Silver | Mirela Demireva                                                                                        | Friidrott | Damernas höjdhopp                          |
| Brons  | Elitsa Yankova                                                                                         | Brottning | Damernas fristil 48 kg                     |
| Brons  | Reneta Kamberova Lyubomira Kazanova Mihaela Maevska-Velichkova Tsvetelina Naydenova Hristiana Todorova | Gymnastik | Damernas truppmångkamp i rytmisk gymnastik |